# Dixa californica
Dixa californica är en tvåvingeart som beskrevs av Oskar Augustus Johannsen 1923. Dixa californica ingår i släktet Dixa och familjen u-myggor. Inga underarter finns listade i Catalogue of Life.